# Juli Cot Meurak
Juli Cot Meurak is een bestuurslaag in het regentschap Bireuen van de provincie Atjeh, Indonesië. Juli Cot Meurak telt 811 inwoners (volkstelling 2010).